# 璞歳之助
璞 歳之助（あらたま としのすけ、1797年〈寛政9年〉 - 1834年7月9日〈天保5年6月3日〉）は、現在の青森県西津軽郡（旧・陸奥国津軽郡）出身で伊勢ノ海部屋及び柏戸部屋に所属した力士。両部屋を往復する現役生活だった。本名は村山と伝わる。身長177cm。体重は不明。最高位は東前頭2枚目。同郷の柏戸利助を頼って入門したと伝わる。

## 経歴
1814年4月場所に初土俵（三段目）。1815年3月場所に十両昇進。しかしここで伸び悩み、9年後の1824年1月場所で漸く新入幕を果たした。1828年3月場所では、緋縅力弥に次ぐ7勝1敗1休1分の優勝次点の好成績を挙げた。10年間も幕内にいたが、1834年1月場所終了後の6月3日、現役中のまま38歳で死去した。

## 主な成績
- 通算成績：110勝130敗10分13預6無49休  勝率.458
- 幕内成績：62勝63敗5分5預2無49休  勝率.496
- 現在在位：38場所
- 幕内在位：20場所

## 改名歴
- 璞 安平（あらたま やすべい）1815年3月場所 - 1826年10月場所
- 璞 歳之助（あらたま としのすけ）1827年3月場所
- 璞 年之助（あらたま としのすけ）1827年11月場所
- 璞 歳之助（あらたま としのすけ）1828年3月場所 - 1834年1月場所